# 후쿠오카시 지하철
후쿠오카시 지하철(일본어: 福岡市地下鉄)은 일본 후쿠오카현 후쿠오카시를 달리는 지하철 체계로, 후쿠오카시 교통국이 운영한다.

## 노선
| 노선색 & 상징 | 노선색 & 상징 | 마크  | 노선 번호 | 노선 이름  | 첫 구간 개통 | 마지막 연장 | 총 길이           | 역 수 | 궤간                     |
| ------------- | ------------- | ----- | --------- | ---------- | ------------ | ----------- | ----------------- | ----- | ------------------------ |
| 주황색        |               | K     | 1호선     | 공항선     | 1981         | 1993        | 13.1 km (8.1 mi)  | 13    | 1,067 mm (3 ft 6 in)     |
| 파랑색        |               | H     | 2호선     | 하코자키선 | 1982         | 1986        | 4.7 km (2.9 mi)   | 7     | 1,067 mm (3 ft 6 in)     |
| 녹색          |               | N     | 3호선     | 나나쿠마선 | 2005         | 2023        | 13.6 km (8.5 mi)  | 18    | 1,435 mm (4 ft 8 1⁄2 in) |
| 합계:         | 합계:         | 합계: | 합계:     | 합계:      | 합계:        | 합계:       | 31.4 km (19.5 mi) | 38    |                          |

## 차량
- 1000계(공항선, 하코자키 선)
- 2000계(공항선, 하코자키 선)
- 3000계(공항선(일부), 나나쿠마 선)

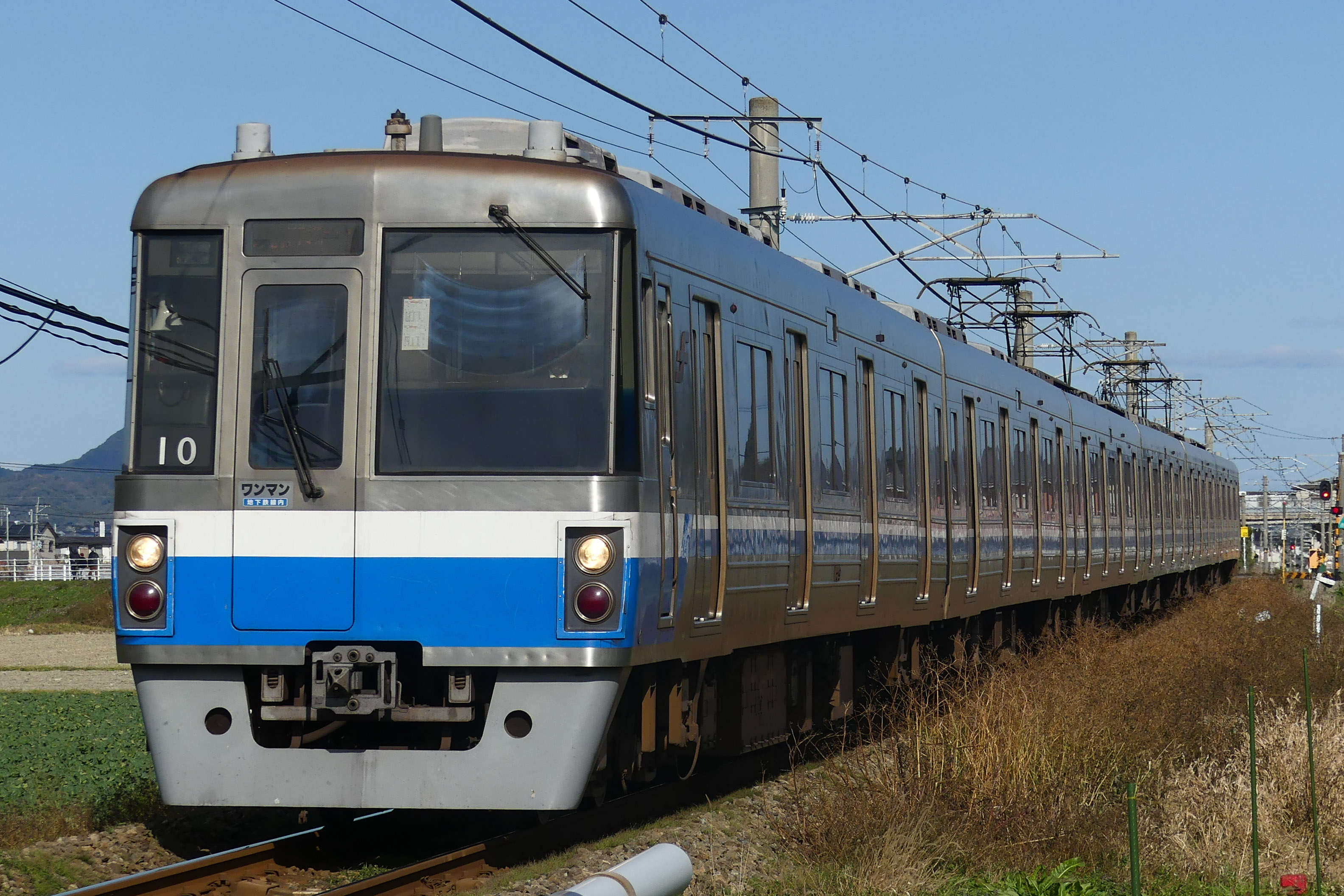
1000계
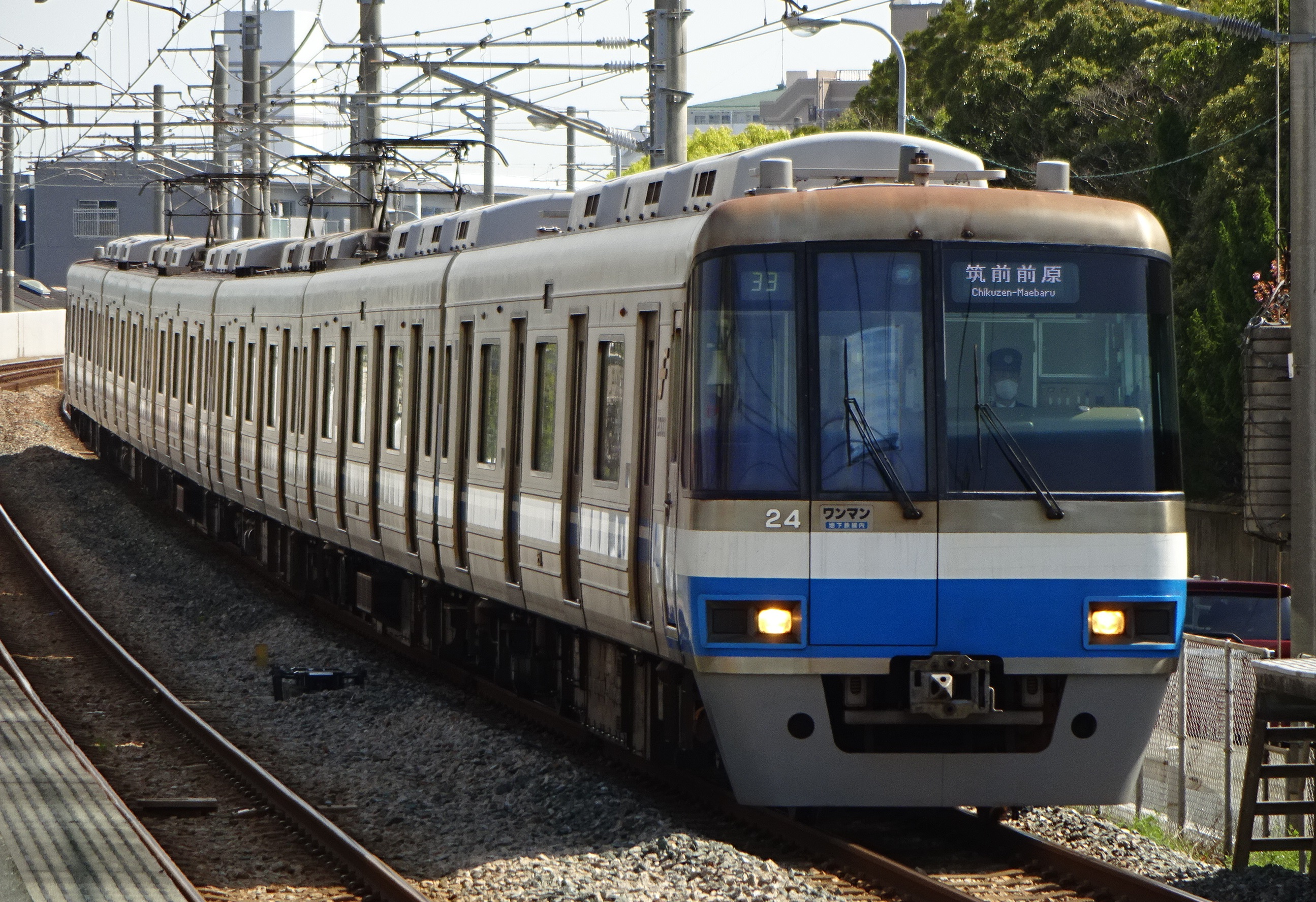
2000계
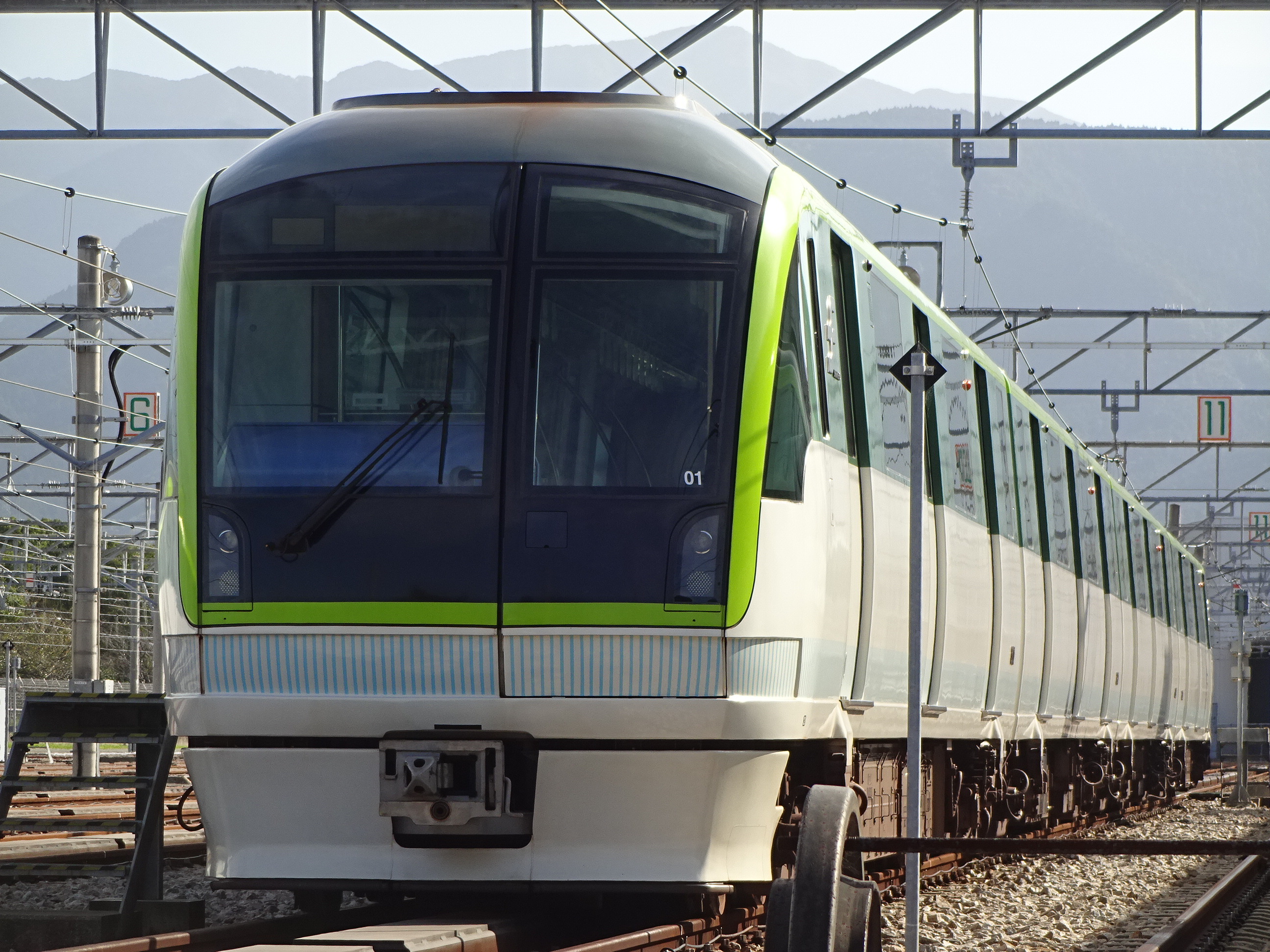
3000계

## 운임
성인 보통 여객운임은 여행한 거리에 따라 결정되며, 한 역을 이동하는 기본 요금은 200 엔이다. 승차권은 각 역의 자동판매기에서 구매를 할 수 있다.
| 구간수 | 거리(km) | 운임(엔) |
| ------ | -------- | -------- |
| 1 구간 | 1 - 3    | 200      |
| 2 구간 | 4 - 7    | 250      |
| 3 구간 | 8 - 11   | 290      |
| 4 구간 | 12 - 14  | 320      |
| 5 구간 | 15 - 18  | 340      |
| 6 구간 | 19 - 20  | 360      |

- 덴진 역, 덴진미나미 역에서 공항선, 하코자키 선과 나나쿠마 선을 갈아타는 경우 운임은 승차 거리를 통산해 산출할 수 있다.
- 공항선과 JR 큐슈 지쿠히 선, 하코자키 선과 니시테쓰 가이즈카 선과의 사이에는 승계할인이 설정되어 있다.
- 덴진미나미 역에서 공항선, 하코자키 선의 승차권 또는 덴진 역에서 나나쿠마 선의 승차권은 구입할 수 없다.
- 큐슈 여객철도(이하 JR 큐슈), 후쿠오카 시 교통국 공통선불카드 〈와글와글 카드〉(ワイワイカード)이용 시는 지하철 선내의 운임이 20엔 할인된다.

### IC 카드 승차권
2009년 3월 7일부터 IC 카드 승차권인 하야카켄(일본어: はやかけん)을 도입하고 있다.
큐슈 여객철도(이하 JR 큐슈)가 2009년 3월 1일부터 도입한 IC 카드인 스고카(SUGOCA), 니시닛폰 철도가 2008년 5월 18일에 도입한 IC 카드인 니모카(nimoca) 및, 동일본 여객철도(이하 JR 동일본)가 도입한 IC 카드인 스이카(Suica)가 사용되고 있다.

## 같이 보기
- 지하철 목록